# Aleksandr Kochetov
Aleksandr Vasílyevich Kochetov  (en ruso: Александр Васильевич Кочетов; Alátyr, 23 de febrerojul./ 8 de marzo de 1919greg. - Cheboksary, 31 de enero de 1994) fue un piloto de combate soviético que combatió durante la Segunda Guerra Mundial. El 13 de abril de 1944 fue galardonado con el título de Héroe de la Unión Soviética por sus victorias iniciales; al final de la guerra había conseguido veinte victorias aéreas en solitario y once compartidas.

## Biografía

### Infancia y juventud
Aleksandr Kochetov nació el 8 de marzo de 1919 en la localidad de Alátyr, gobernación de Simbirsk de la RSFS de Rusia (según otras fuentes, en el pueblo de Kuvakino, distrito de Alatyr de la República de Chuvash) en el seno de una familia de trabajadores ferroviarios. Se graduó del octavo grado en la Escuela de Alatyr N.º 5. Después, entre 1936 y 1937, estudió en la escuela de transporte ferroviario (FZU). Tras graduarse trabajó como asistente del conductor de un depósito de locomotoras, mientras trabajaba en el depósito estudió en el club de vuelo local.
El 21 de noviembre de 1938, se unió al Ejército Rojo, fue reclutado por Alatyr RVC enviado en representación de Komsomol, fue enviado a la Escuela de Pilotos de Aviación Militar de Engels, donde se graduó en mayo de 1940. Después de su graduación como piloto sirvió en las unidades de la Fuerza Aérea del Distrito Militar Especial de Kiev.

### Segunda Guerra Mundial

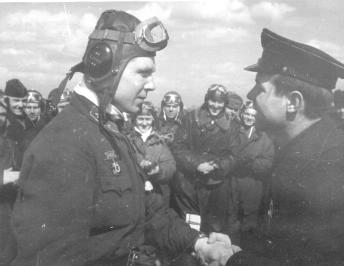
El secretario del Comité de la Ciudad de Moscú del Komsomol, entrega al teniente Kochetov, un avión construido a expensas de los trabajadores de la RASS de Baskiria

Entre el 22 de junio y el 28 de agosto de 1941, luchó como parte de la 252.ª IAP (Fuerza Aérea del Frente Sudoeste), donde completó 83 salidas de combate y deribó al menos dos bombarderos alemanes He-111. Entre finales de 1941 y mediados de 1942, permaneció en la defensa aérea de Moscú. Del 10 de agosto al 25 de octubre de 1942, luchó como parte del 629.ª Regimiento de Aviación de Cazas en el Frente de Stalingrado, pilotando aviones Polikarpov I-16 y Yak-1. Únicamente durante el periodo comprendido entre el 10 de septiembre y el 5 de octubre de 1942, efectuó al menos 105 salidas de combate en las que tomó parte en veintidós batallas aéreas y derribó siete aviones enemigos, por lo que fue galardonado con la Orden de la Guerra Patria de 1.er grado.
El 17 de abril de 1943, fue asignado como comandante de la 43.ª IAP en el Frente del Cáucaso Norte. Puesto en el que permaneció hasta el 3 de junio de 1943, cuando resultó levemente herido en una pierna. Desde el 1 de septiembre de 1943 luchó en el Frente Sur, durante este tiempo operó en aviones Yak-7, Yak-1 y Yak-9.
Para mediados de octubre de 1943, había realizado 262 incursiones, derribado personalmente diecisiete aviones enemigos y otros tres en grupo. Por estas victorias y mediante decreto del Presídium del Sóviet Supremo de la URSS del 13 de abril de 1944, fue galardonado con el título de Héroe de la Unión Soviética con la Orden de Lenin y la medalla Estrella de Oro (N.º 1310).
Para el 9 de mayo de 1945, el comandante de escuadrón del 54.º Regimiento de Aviación de Cazas de la Guardia, el capitán Aleksandr Kochetov, había realizado 488 salidas de combate, durante las que tomó parte en más de 120 batallas aéreas, en las que consiguió veinte victorias aéreas en solitario y once compartidas.

### Posguerra
Después de la guerra permaneció en el servicio activo hasta 1947, cuando fue desmovilizado y trasladado a la reserva. Regresó a su tierra natal, donde primero trabajó como subdirector de la escuela de conductores de locomotoras de Alatyr y luego como comandante de vuelo del club de vuelo local de la asociación paramilitar Sociedad Voluntaria de Ayuda al Ejército, Fuerza Aérea y Marina (DOSAAF) puesto en el que permaneció hasta 1955 cuando fue reclutado en las Tropas del Ministerio del Interior de la URSS. El 8 de abril de 1960, pasó definitivamente la reserva con el rango de mayor.
Después de su paso definitivo a la reserva, vivió y trabajó en la ciudad de Cheboksary. En 1961 se graduó en el Instituto Pedagógico Chuvash y en 1969-1979. encabezó el club deportivo y de tiro de Cheboksary. Murió el 31 de enero de 1994.

## Condecoraciones
- Héroe de la Unión Soviética (N.º 1310; 13 de abril de 1944)
- Orden de Lenin (13 de abril de 1944)
- Orden de la Bandera Roja, dos veces
- Orden de la Guerra Patria de 1.er grado, tres veces.
- Medalla por el Servicio de Combate
- Medalla por la Defensa de Stalingrado
- Medalla por la Defensa de Moscú
- Medalla por la Defensa de Kiev
- Medalla por la Defensa del Cáucaso
- Medalla Conmemorativa por el Centenario del Natalicio de Lenin
- Medalla por la Victoria sobre Alemania en la Gran Guerra Patria 1941-1945.
- Medalla Conmemorativa del 20.º Aniversario de la Victoria en la Gran Guerra Patria de 1941-1945
- Medalla Conmemorativa del 30.º Aniversario de la Victoria en la Gran Guerra Patria de 1941-1945
- Medalla Conmemorativa del 40.º Aniversario de la Victoria en la Gran Guerra Patria de 1941-1945
- Medalla por la Conquista de Berlín
- Medalla por la Liberación de Varsovia
- Medalla al Trabajador Veterano
- Medalla de Veterano de las Fuerzas Armadas de la URSS
- Medalla del 40.º Aniversario de las Fuerzas Armadas de la URSS
- Medalla del 50.º Aniversario de las Fuerzas Armadas de la URSS
- Medalla del 60.º Aniversario de las Fuerzas Armadas de la URSS
- Medalla del 70.º Aniversario de las Fuerzas Armadas de la URSS
- Medalla Conmemorativa del 1500.º Aniversario de Kiev
- Medalla por Servicio Impecable de 1.er y 2.do grado.